# Macrosiagon tricuspidatum
Macrosiagon tricuspidatum is een keversoort uit de familie waaierkevers (Rhipiphoridae). De wetenschappelijke naam van de soort is voor het eerst geldig gepubliceerd in 1774 door Lepechin.